# Roberto Herlitzka
Roberto Herlitzka (Turín, 2 de octubre de 1937 - Roma, 31 de julio de 2024) fue un actor italiano de cine, teatro y televisión.

## Biografía
Hijo de padre checo y madre italiana, fue discípulo de Orazio Costa en la Academia de Arte Dramático Silvio d'Amico.
En 2003 y 2004 ganó el premio Ubu al mejor actor italiano. En 2004 también ganó una Cinta de Plata al mejor actor y un David di Donatello al mejor actor por su interpretación de Aldo Moro en la película Buenos días, noche (de Marco Bellocchio), por la que cuatro años más tarde también ganó el premio Horcynus Orca), y recibió el Premio Gassman como mejor actor por las obras de teatro Lasciami andare madre ("Déjame ir, madre") y Lighea ("Ligea"). En 2013, recibió el Premio Vittorio Gassman como mejor actor por la película Il rosso e il blu ("El rojo y el azul") en el Festival Internacional de Cine de Bari.

## Carrera

### Teatro[5]
- Con la dirección de Costa:
  - La vita è sogno de Calderón De la Barca
  - 1960: Francesca da Rimini de D'Annunzio.
  - Anatra selvatica de Ibsen
  - La dodicesima notte de Shakespeare
  - Tre sorelle de Chéjov
  - Vita nuova basado en la obra de Dante
  - Divina Commedia
  - Prediche di Savonarola
  - 1966: Episodi e personaggi del poema dantesco.
  - 1966: Don Giovanni de Molière.
- Con la dirección de Luca Ronconi
  - Candelaio de Giordano Bruno
  - 1968: Le mutande de Sternheim.
- Con la dirección de Antonio Calenda
  - 1969: Coriolano de Shakespeare.
  - 1971: Il balcone de Genet.
  - 1977: Come vi piace de Shakespeare.
  - 1982: Sogno di una notte di mezza estate.
  - 2004: Re Lear de Shakespeare.
- Con la dirección de Gabriele Lavia
  - 1975: Otello de Shakespeare.
  - 1976: Il nipote di Rameau de Diderot.
  - 1990: Zio Vania de Chéjov
- Con la dirección de Luigi Squarzina
  - 1993: Il ventaglio de Goldoni.
  - Misura per misura de Shakespeare
- Con la dirección de Mario Missiroli
  - 1976: Nathan il saggio de Lessing.
  - Broken glass de Miller
- 2004: Lasciami andare madre con la dirección de Lina Wertmüller.
- 2008: Edipo en Colono, de Sófocles, con la dirección de Ruggero Cappuccio.
- 2009: Elisabetta II con la dirección de Teresa Pedroni.
- 2001: ExAmleto (monólogo basado en Shakespeare), con la dirección de Ruggero Cappuccio.[6]

### Cine[7]
- 1973: Amor y anarquía, dirigida por Lina Wertmüller.
- 1973: La villeggiatura, dirigida por Marco Leto.
- 1974: L'invenzione di Morel, dirigida por Emidio Greco.
- 1975: Pasqualino Settebellezze, dirigida por Lina Wertmüller.
- 1983: Scherzo del destino in agguato dietro l'angolo come un brigante da strada, dirigida por Lina Wertmüller.
- 1985: Il giocatore invisibile, dirigida por Sergio Genni.
- 1986: Notte d'estate con profilo greco, occhi a mandorla e odore di basilico, dirigida por Lina Wertmüller.
- 1987: Secondo Ponzio Pilato, dirigida por Luigi Magni.
- 1987: Oci ciornie, dirigida por Nikita Mikhalkov.
- 1987: Gli occhiali d'oro, dirigida por Giuliano Montaldo.
- 1988: La maschera, dirigida por Fiorella Infascelli.
- 1990: In nome del popolo sovrano, dirigida por Luigi Magni.
- 1990: Tracce di vita amorosa, dirigida por Peter Del Monte.
- 1991: Marcellino, dirigida por Luigi Comencini.
- 1994: Il sogno della farfalla, dirigida por Marco Bellocchio.
- 1994: Le fils préféré, dirigida por Nicole Garcia.
- 1996: Intolerance, episodio "Ottantanni di Intolerance", de Marco S. Puccioni.
- 1997: Gli angeli di Elvis, dirigida por Bernie Bonvoisin.
- 1997: Marianna Ucria, dirigida por Roberto Faenza.
- 1999: Mille bornes, dirigida por Alain Beigel.
- 1999: Il corpo dell'anima, dirigida por Salvatore Piscicelli.
- 2000: Il mnemonista, dirigida por Paolo Rosa.
- 2001: Quartetto, dirigida por Salvatore Piscicelli.
- 2001: L'ultima lezione, dirigida por Fabio Rosi.
- 2003: È più facile per un cammello..., dirigida por Valeria Bruni Tedeschi.
- 2003: Le intermittenze del cuore, dirigida por Fabio Carpi.
- 2003: Buongiorno, notte, dirigida por Marco Bellocchio.
- 2003: Assicurazione sulla vita, dirigida por Tomaso Cariboni y Augusto Modigliani.
- 2004: Il ritorno, dirigida por Claudio Bondì.
- 2004: Nero, dirigida por Antonio Lucifero.
- 2006: Viaggio segreto, dirigida por Roberto Andò.
- 2008: I demoni di San Pietroburgo de Giuliano Montaldo.
- 2009: Aria, dirigida por Valerio D'Annunzio.
- 2009: Le ombre rosse, dirigida por Francesco Maselli.
- 2009: Christine, dirigida por Stefania Sandrelli.
- 2010: La scomparsa di Patò, dirigida por Rocco Mortelliti.
- 2011: L'ultimo terrestre, dirigida por Gian Alfonso Pacinotti.
- 2011: Sette opere di misericordia, dirigida por Gianluca e Massimiliano De Serio.
- 2012: Bella addormentata, dirigida por Marco Bellocchio.
- 2012: Il rosso e il blu, dirigida por Giuseppe Piccioni.
- 2013: La grande bellezza, dirigida por Paolo Sorrentino.

### Doblaje
- 1980: Shining de Stanley Kubrick como la voz del barman Lloyd (Joe Turkel).
- 2012: Girlfriend in a Coma de Bill Emmott y Annalisa Piras, como Dante (doblado en el original por Benedict Cumberbatch).

### Televisión
- 1970: Un certo Harry Brent, de Leonardo Cortese.
- 1974: Il Dipinto, de Domenico Campana.
- 1982: La Certosa di Parma (miniserie de televisión), de Mauro Bolognini.
- 1995: La Piovra 7 - indagine sulla morte del Commissario Cattani; interpretó el personaje de Ninni Paradiso.
- 2003: Raiot de Sabina Guzzanti; interpretó el personaje de Ludovico Cerchiobot.
- 2007: Boris (serie de televisión en el canal Fox), temporada 1, episodios 2 y 13; interpretó el personaje de Orlando Serpentieri.
- 2009: Nebbie e delitti, sceneggiato televisivo (stagione 3, episodio 1).
- 2010: Mannaggia alla miseria de Lina Wertmüller.
- 2011: Il segreto dell'acqua de Renato De Maria.

## Premios
| David di Donatello | David di Donatello | David di Donatello       | David di Donatello |
| Año                | Título             | Categoría                | Resultado          |
| ------------------ | ------------------ | ------------------------ | ------------------ |
| 2004               | Buongiorno, notte  | mejor actor de reparto   | Ganador            |
| 2013               | Il rosso e il blu  | mejor actor protagonista | Nominado           |

| Nastro d'argento | Nastro d'argento            | Nastro d'argento         | Nastro d'argento |
| Año              | Título                      | Categoría                | Resultado        |
| ---------------- | --------------------------- | ------------------------ | ---------------- |
| 1998             | Marianna Ucrìa              | mejor actor de reparto   | Nominado         |
| 2004             | Buongiorno, notte           | mejor actor protagonista | Ganador          |
| 2012             | Sette opere di misericordia | mejor actor protagonista | Nominado         |
| 2013             |                             | Nastro alla carriera     | Ganador          |

| Globo de Oro | Globo de Oro     | Globo de Oro | Globo de Oro |
| Año          | Título           | Categoría    | Resultado    |
| ------------ | ---------------- | ------------ | ------------ |
| 2001         | L'ultima lezione | mejor actor  | Nominado     |

| Festival de Cine de Venecia | Festival de Cine de Venecia | Festival de Cine de Venecia | Festival de Cine de Venecia |
| Año                         | Título                      | Categoría                   | Resultado                   |
| --------------------------- | --------------------------- | --------------------------- | --------------------------- |
| 2003                        | Buongiorno, notte           | Premio Pasinetti            | Ganador                     |